# Jan Zwicky
Jan Zwicky  (* 10. Mai 1955 in Nord-Alberta, Kanada) ist eine kanadische Philosophin, Poetin, Essayistin und Violinistin.

## Leben
Jan Zwicky erhielt 1981 das B.A. an der University of Calgary und schloss mit einem Ph.D. an der University of Toronto ab. Ihre Doktorarbeit trug den Titel „Eine Theorie der Unbeschreiblichkeit“.
Danach lehrte sie Philosophie an der Princeton University sowie Philosophie und interdisziplinäre Geisteswissenschaft an der University of Waterloo. Kreatives Schreiben und Philosophie lehrte sie vor allem in Nordamerika und Europa, an der University of Western Ontario, der University of New Brunswick und am Banff Centre Writing Studio. Derzeit doziert sie Philosophie an der University of Victoria in British Columbia.
Sie ist auch Violinistin, mit einem starken Interesse an der barocken Aufführungspraxis. Als Violinistin spielte sie mit kanadischen Orchestern.
Seit 1986 bearbeitet sie das Thema Dichtkunst für Bricks Bücher.
Zwicky war Dozentin im Bereich der Philosophie an der Universität in Victoria, in British Columbia, von 1996 bis 2009, wo sie sowohl Philosophie lehrte als auch Kurse zu interdisziplinären Geisteswissenschaft leitete.  Im Sommer 2009 kündigte sie ihre Arbeitsstelle an der Universität, um Schreibprojekte in Quadra Island zu führen.

## Publikationen

### Bücher
- Where Have We Been (1982)
- A Theory of Ineffability (1982)
- Wittgenstein Elegies (1986)
- The New Room (1989)
- Lyric Philosophy (1992)
- Songs for Relinquishing the Earth(1998)- hat 1999 den "Governor General's Literary Award: Poetry" gewonnen
- Twenty-one Small Songs (2000)
- Wisdom and Metaphor (2003)
- Contemplation and Resistance: A Conversation (with Tim Lilburn) (2003)
- Robinson's Crossing (2004)- hat 2005 den "Dorothy Livesay Poetry Prize" gewonnen
- Thirty-seven Small Songs & Thirteen Silences (2005)
- Plato as an Artist (2009)
- Neuverfassung zu Lyric Philosophy 1992 (2010)

### Essays
- "Wittgenstein and the Logic of Inference", Dialogue, Vol. XXI, No. 4, (1982)
- "Bringhurst's Presocratics: Lyric and Ecology" in Poetry and Knowing: Speculative Essays and Interviews, edited by Tim Lilburn (1995)
- "Plato's Phaedrus: Philosophy as Dialogue With the Dead", Apeiron, Vol. 30, No. 1, (1997)
- "Being, Polyphony, Lyric: An Open Letter to Robert Bringhurst", Canadian Literature, No. 156, (1998)
- "The Geology of Norway", Harvard Review of Philosophy, Vol. 7, (1999)
- "Dream Logic and the Politics of Interpretation" & "Once Upon a Time in the West: Heidegger and the Poets" in Thinking and Singing: Poetry & The Practice of Philosophy (bearbeitet von Tim Lilburn, mit einer Einleitung von Brian Bartlett (einschließlich der Arbeit von Robert Bringhurst, Dennis Lee, Tim Lilburn, und Don McKay)) (2002)
- "Wilderness and Agriculture" in The Eye in the Thicket: Essays at a Natural History, edited by Sean Virgo (2002)
- "Integrity and Ornament" in Crime and Ornament, edited by Bernie Miller and Melony Ward (2002)
- "Oracularity", Metaphilosophy, Vol. 34, No. 4, (2003)
- "The Ethics of the Negative Review." In: The Malahat Review, No. 144, (2003)
- Introduction to Hard Choices: Climate Change in Canada, edited by Harold Coward and A.J. Weaver (2004)
- "Mathematical Analogy and Metaphorical Insight", The Mathematical Intelligencer, Vol. 28, No. 2 (2006)
- "Lyric, Narrative, Memory" in A Ragged Pen: Essays on Poetry & Memory (includes works by Robert Finley, Patrick Friesen, Aislinn Hunter, and Anne Simpson) (2006)
- "Lyric Realism: Nature Poetry, Silence and Ontology", Malahat Review, No. 165, (2008)
- "Alcibiades' Love" in Philosophy as a Way of Life: Ancients and Moderns, edited by Michael Chase and Michael McGhee, Oxford: Blackwells, in press.

### Interviews
- "There is No Place That Does Not See You" – 2002 Interviewed by Anne Simpson in Where the Words Come From: Canadian Poets in Conversation (edited by Tim Bowling)
- "The Details: An Interview with Jan Zwicky" – 2008 Interviewed by Jay Ruzesky in the Malahat Review, No. 165, (2008)

## Auszeichnungen und Nominierungen
- 1999: Shortlist Dorothy Livesay Poetry Prize, Songs for Relinquishing the Earth
- 2005: Gewinn des Dorothy Livesay Poetry Prize, Robinson's Crossing
- 2006: Shortlist Dorothy Livesay Poetry Prize; Thirty-seven Small Songs & Thirteen Silences